# LMFA 2013
La LMFA 2013 è la 3ª edizione del campionato di football a 7, organizzato dalla FMFA.

## Squadre partecipanti
| Club                   | Città               | Stadio | Sponsor ufficiale | Risultato nella stagione 2012 |
| ---------------------- | ------------------- | ------ | ----------------- | ----------------------------- |
| Alcorcón Smilodons     | Alcorcón            |        |                   |                               |
| Camioneros de Coslada  | Coslada             |        |                   |                               |
| Las Rozas Black Demons | Las Rozas de Madrid |        |                   |                               |

## Calendario

### 1ª giornata
| 9 giugno 2013, ore 11:00 | Las Rozas Black Demons | 22 – 6 | Alcorcón Smilodons |  |

### 2ª giornata
| 15 giugno 2013, ore 17:00 | Camioneros de Coslada | 34 – 20 | Las Rozas Black Demons |  |

### 3ª giornata
| 23 giugno 2013, ore 11:00 | Alcorcón Smilodons | 18 – 42 | Camioneros de Coslada |  |

## Classifica
La classifica della regular season è la seguente:
- PCT = percentuale di vittorie, G = partite giocate, V = partite vinte,  P = partite perse, PF = punti fatti, PS = punti subiti

| Pos. | Squadra                | PCT   | G | V | N | P | PF | PS |
| ---- | ---------------------- | ----- | - | - | - | - | -- | -- |
| 1    | Camioneros de Coslada  | 1.000 | 2 | 2 | 0 | 0 | 76 | 38 |
| 2    | Las Rozas Black Demons | .500  | 2 | 1 | 0 | 1 | 42 | 40 |
| 3    | Alcorcón Smilodons     | .000  | 2 | 0 | 0 | 2 | 24 | 64 |

## Verdetti
- Camioneros de Coslada Campioni della LMFA (1º titolo)